# Ulrich Huber (Rechtswissenschaftler, 1636)

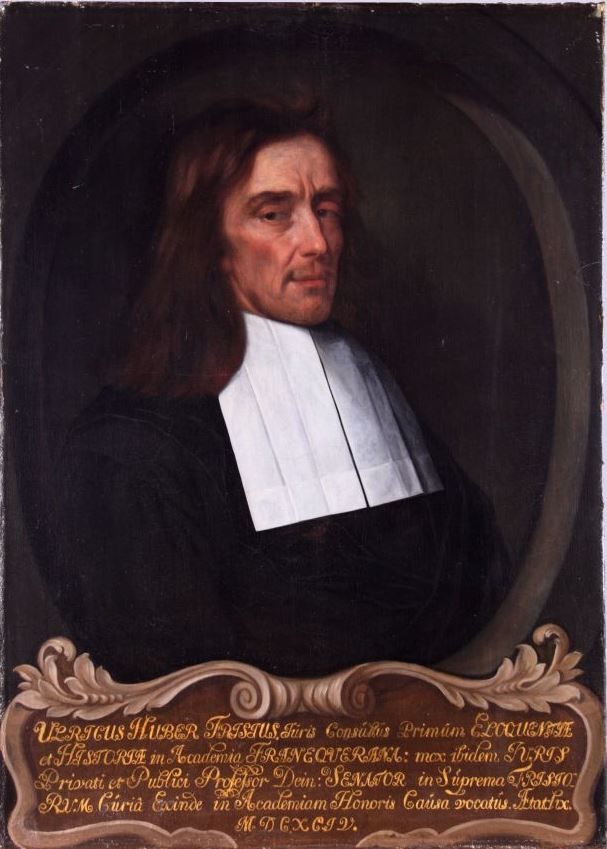
Ulrich Huber

Ulrich Huber (auch Ulrik Huber oder Ulricus Huber; * 13. März 1636 in Dokkum; † 8. November 1694 in Franeker) war Professor für Geschichte, Rhetorik und Rechtswissenschaft an der Universität Franeker in Friesland.

## Leben
Huber studierte an den Universitäten von Franeker, Utrecht und Heidelberg. 1657 erhielt er eine Professur für Rhetorik und Geschichte in Franeker, 1665 eine Professur für Recht. Von 1679 bis 1682 wirkte er als Richter am Appellationsgericht von Friesland und kehrte anschließend auf seinen Lehrstuhl für Rechtswissenschaft in Franeker zurück, den er bis zu seinem Tod im Jahre 1694 innehatte.
Sein Hauptwerk De jure civitatis libri tres wurde erstmals 1672 veröffentlicht und bis 1694 mehrfach von ihm überarbeitet. Es gilt als Dokument des Übergangs von der Scholastik zur Aufklärung, vom aufgeklärten Absolutismus zu einem demokratischen Rechtssystem, das auf dem freien Willen autonomer Subjekte beruht. Seine Ansichten zur Volkssouveränität kulminieren in einer Theorie eingeschränkter Regierungsgewalt, die ein Widerstandsrecht gegenüber Tyrannen einschließt. 
Zu Lebzeiten war er weit über die Grenzen seine Wirkungsstätte hinaus für seine Untersuchungen zum Römischen Recht bekannt. In den Niederlanden ist er auch durch sein Werk Heedensdaegse Rechtsgeleertheyt soo elders, als in Friesland gebruikelijk (1686, 1786) bekannt, in dem er das damalige friesische Rechtssystem in Gänze darstellt. Als Hochschullehrer setzte er in der Lehre die Unterrichtsmethoden von Johann Friedrich Böckelman fort. Durch seine Bearbeitung und Lehre des römisch-holländischen Rechts auf Grundlage des Römischen Rechts gehört Huber zu den Vertretern des Usus modernus pandectarum.
An der Reichsuniversität Groningen wurde ein Institut der juristischen Fakultät nach ihm benannt.
Huber war seit 1659 mit einer Enkeltochter von Johannes Althusius verheiratet.

## Werke
- Digressiones Justinianeae, 1670

Ulrici Huberi Digressiones Justinianeae (Titelblatt der Ausgabe Franeker 1688 von Hubers Hauptwerk)

- Repetitae animadversiones ad ius in re et ad rem, 1675
- De iure civitatis, 1676
- Praelectiones iuris civilis, 1686ff.